# Ellerhoop
Ellerhoop ist eine Gemeinde im Kreis Pinneberg in Schleswig-Holstein.

## Geografie

### Geografische Lage
Das Gemeindegebiet von Ellerhoop erstreckt sich im Bereich der naturräumlichen Haupteinheit Hamburger Ring an der Bilsbek. Ein Teil des Staatsforstes Rantzau (heute: Schleswig-Holsteinische Landesforsten) liegt in der Gemarkung von Ellerhoop.

### Gemeindegliederung
Zur Gemeinde gehören die Ortsteile Brokshorst, Hogenmoor, Wohlt, Wieren, Missen, Thiensen, Oha, Feldfurth und Rugenranzel.

### Nachbargemeinden
Direkt angrenzende Gemeindegebiete von Ellerhoop sind:
| Seeth-Ekholt | Bevern                                      | Hemdingen                      |
|              | Kompassrose, die auf Nachbargemeinden zeigt |                                |
| Tornesch     |                                             | Borstel-Hohenraden, Kummerfeld |

## Geschichte
Im Jahre 1349 wurde der Ortsteil Thiensen erstmals urkundlich erwähnt.
Die Gründung des Ortsteils Thiensen, veranlasste die Gemeinde Ellerhoop im Jahr 1999, das 650-Jahr-Jubiläum mit einer Feier zu begehen.

## Politik

### Gemeindevertretung
Bei der Kommunalwahl am 14. Mai 2023 wurden insgesamt 13 Sitze vergeben. Von diesen erhielt die CDU sieben Sitze und die Freien Wähler Ellerhoop erhielten sechs Sitze.

### Wappen
Blasonierung: „In Grün ein silberner Schrägwellenbalken; darüber ein dreiblättriger silberner Erlenzweig mit Blüten und Samenständen, darunter ein linksgewendeter, schräggestellter silberner räderloser Pflug.“

### Partnerstadt
- Hurst Green Vereinigtes Königreich, East Sussex, seit 1984

Seit 1980 besteht eine enge Verbindung zu der englischen Gemeinde Hurst Green in East Sussex im Südosten Englands. Zu Beginn wurde der Kontakt durch Schul- und Sportvereinsaustausche aufrechterhalten. Schon 1984 wurde ein Vertrag aufgesetzt. Diese Verbindung der Gemeinden ist nach wie vor sehr rege.

## Kultur und Sehenswürdigkeiten
Überregional bekannt ist das Arboretum Ellerhoop-Thiensen. Jährlich zählt der Park 100.000 Besucher, die den Park besichtigen.

## Wirtschaft und Infrastruktur
In der Gemeinde befinden sich neben einer Grundschule und einer Kita auch die Freiwillige Feuerwehr, die 2010 in ein komplett neues Feuerwehrhaus eingezogen ist. Im Zuge dessen wurde der Sportplatz auf dem gleichen Gelände modernisiert.
Die Grundschule, die bereits am 4. April 1912 eröffnet wurde, hat lange Tradition in Ellerhoop. Mehrere Bürgerinitiativen kämpften erfolgreich für ihren Erhalt. Eine Sporthalle befindet sich direkt neben der Grundschule.
Im Ortsteil Thiensen befindet sich das Gartenbauzentraum Ellerhoop der Landwirtschaftskammer Schleswig-Holstein und eine Außenstelle der Beruflichen Schule Elmshorn (Berufsschule mit gärtnerischen Berufen und Fachschule für Gartenbau).
Die Gemeinde ist durch die HVV-Buslinien 185, 6543 und 6668 an den ÖPNV angebunden.

## Persönlichkeiten
- Ernst Kühl (1906–1993), Politiker, Mitglied des Landtags von Schleswig-Holstein